# Cirroteuthis magna
Cirroteuthis magna är en bläckfiskart som beskrevs av William Evans Hoyle 1885. Cirroteuthis magna ingår i släktet Cirroteuthis och familjen Cirroteuthidae. Inga underarter finns listade i Catalogue of Life.